# Confine tra Niger e Nigeria
Il confine tra il Niger e la Nigeria descrive la linea di demarcazione tra questi due stati. Ha una lunghezza di 1.608 chilometri e inizia alla triplice frontiera tra Benin, Niger e Nigeria e termina alla triplice frontiera tra Ciad, Niger e Nigeria.

## Descrizione
Il confine inizia a ovest al triplice confine beninese nel fiume Niger, e procede via terra in direzione nord, prima di virare a est in un ampio arco. Il confine procede poi verso est in una direzione ampiamente orientale, sebbene con notevoli ondulazioni, prima di raggiungere il fiume Komadougou Yobe; il confine prosegue lungo questo fiume verso est fino al triplice confine con il Ciad nel lago Ciad. Il confine attraversa la regione culturale densamente popolata dagli Hausa che formano la maggioranza su entrambi i lati della frontiera.

## Storia
Il confine emerse per la prima volta durante la Spartizione dell'Africa, un periodo di intensa competizione tra le potenze europee nel tardo XIX secolo per il controllo l'influenza geopolitica dei territori in Africa. Il processo culminò nella Conferenza di Berlino del 1884, in cui le nazioni europee interessate concordarono sulle rispettive rivendicazioni territoriali e sulle regole degli impegni futuri. Come risultato di ciò, la Francia ottenne il controllo della valle superiore del fiume Niger (più o meno equivalente alle aree degli odierni Mali e Niger. Nel frattempo la Gran Bretagna, che aveva amministrato tramite la Royal Niger Company l'area intorno a Lagos dal 1861 e il Protettorato degli Oil Rivers dal 1884, avrebbe avuto la priorità nelle aree a sud della regione superiore del Niger. Dalle rispettive basi entrambe le nazioni estesero gradualmente il loro dominio verso l'interno. La Francia conquistò l'area dell'odierno Niger nel 1900; inizialmente governato come territorio militare, fu successivamente incluso nella colonia federale dell'Africa occidentale francese (Afrique occidentale française, abbreviato AOF). Allo stesso modo gli inglesi estesero il loro dominio nell'entroterra dalle loro basi di Lagos e Calabar, formando altre due colonie: il protettorato della Nigeria meridionale e il protettorato della Nigeria settentrionale. Nel 1900 il dominio di queste aree fu trasferito al governo britannico, con i protettorati del Nord e del Sud (compresi Lagos e Calabar) uniti come colonia della Nigeria nel 1914. La Gran Bretagna e la Francia avevano firmato un trattato il 5 agosto 1890, concordando che i loro rispettivi territori sarebbero stati divisi da una linea da Say a Baroua vicino al lago Ciad; questa linea era generalmente più a nord dell'attuale confine. Questa linea di confine fu ulteriormente delimitata nel 1898, nel 1904 e nel 1906, per essere completata nella sua posizione attuale nel 1910. Una serie di fari e indicatori furono successivamente posti a terra per delimitare fisicamente il confine.
Dopo la seconda guerra mondiale sia la Gran Bretagna che la Francia si impegnarono nella decolonizzazione dei loro territori africani. Di conseguenza il Niger ottenne l'indipendenza nell'agosto 1960, seguito dalla Nigeria nell'ottobre 1960, momento in cui la loro reciproca frontiera divenne internazionale tra due stati sovrani.
Negli ultimi anni la zona di confine è stata pesantemente colpita dall'insurrezione di Boko Haram in corso nel nord-est della Nigeria, che ha provocato flussi di rifugiati transfrontalieri e una situazione di illegalità generale.

## Insediamenti vicino al confine

### Niger
- Sabon Birni
- Bana
- Yelou
- Guéza
- Bei Bei
- Doumega
- Nassaraoua
- Tibiri
- Gofo
- Bazaga
- Birni-N'Konni
- Tsernaoua
- Doguerawa
- Kaboïla
- Bangui
- Dan Mairi
- Serkin Toudou
- Maraka
- Bakoraouni
- Magaria
- Doumbari
- Gamdou
- Dunari
- Miskindi
- Toulatoula
- Faya Koura
- Mainé-Soroa
- Diffa
- Bosso

### Nigeria
- Dolé
- Kamba
- Kokoba
- Maiyama
- Rafin Tsaka
- Nageda
- Kangiwa
- Kwalaye
- Lema
- Tagimba
- Jimojime Sule
- Tunugara
- Ruawuri
- Kalmalo
- Kwashebawa
- Djibia
- Katsina
- Dankama
- Mai'Adua
- Zango
- Rogogo
- Maribara
- Baure
- Babura
- Maigatari
- Galadi
- Machina
- Gumsi
- Meori
- Kurusalia
- Njikilamma
- Karagu
- Margawa
- Arege